# Carl Wettergren (bokhandlare)
Carl Bruno Wettergren, född 22 augusti 1854 i Göteborg, död där 20 maj 1922, var en svensk bokhandlare. Han var far till Volmar Wettergren.

## Biografi
Carl Wettergren var son till manufakturhandlaren Anton Julius Wettergren och Mathilda Sofia Lidbeck. Efter skolgång vid Schillerska realgymnasiet i Göteborg anställdes han 1870 i Gumperts bokhandel, där han stannade i tolv år och erhöll en god utbildning i yrket. År 1882 startade han i kompanjonskap med tysken Theodor Kerber egen affär under firmanamnet Wettergren & Kerber. Bok- Konst- och Pappershandel, vilken rakt utvecklades till ett betydande företag, sedan man 1885 förvärvat Svenska bokförläggareföreningens kommissionärsskap. Pappershandeln nedlades snart, medan man däremot hade en ganska betydande handel med konst. Under Kerbers ledning skaffade sig firman goda förbindelser med utländska förlag och en omfattande föräljning av utländsk litteratur bedrevs. 1889 utgav Wettergren & Kerber den första julbokskatalogen i Sverige, firman hade det första moderna skyltfönstret i Göteborg, och redan 1882 skaffade man sig telefon. Företaget skall även ha varit den första butiksfirman i Göteborg som införde ordnad semester för sin personal.
Wettergren var speciellt intresserad av turistlitteratur och nautica. Han knöt tidigt kontakt med Svenska turistföreningen och blev snart dess största ombud för årsskriftens spridning, varmed kombinerades en omfattande upplysningsverksamhet för turister. Som erkänsla för denna sin verksamhet erhöll Wettergren 1910 Svenska turistföreningens medalj i silver. Kerber utträdde ur firman 1896 och sedan var Carl Wettergren ensam innehavare tills han 1907 upptog sonen Volmar Wettergren som delägare. Affären ombildades 1917 till bolag med Volmar Wettergren som VD, varefter Carl Wettergren alltmer drog sig tillbaka. Han var dock 1917–1921 kassadirektör och styrelsens ordförande. Firman bedrev även viss förlagsverksamhet. Bland annat utgav Populärt vetenskapliga föreläsningar vid Göteborgs Högskola 1895–1904. Wettergren är begravd på Östra kyrkogården i Göteborg.